# Kokou Djaoupe
Kokou Djaoupe (ur. 10 lipca 1968 roku) – togijski sędzia piłkarski.
Sędzia międzynarodowy FIFA od 2001 roku.

## Turnieje międzynarodowe
- Puchar Narodów Afryki (2008)